# Jean II de Salerne
Jean II de Salerne, surnommé Maledictus  (mort en septembre 999) prince de Salerne de 983 à 999.

## Règne
Jean II de Salerne ou Jean II de Lambert (c'est-à-dire issu de Lambert), est un noble originaire de Spolète, nommé en 978 « Comte du palais » par Pandolf Ier de Bénévent afin d'assister dans son gouvernement son jeune fils Pandolf II de Salerne.
En 981, après la mort de Pandulf Tête de Fer, le jeune Pandolf est expulsé de Salerne par le duc  Manson d'Amalfi, qui est reconnu comme prince par Othon II du Saint-Empire et qui associe immédiatement au trône son fils Jean Ier.
Le premier archevêque de Salerne est un certain Amatus qui obtient en 989 une bulle pontificale de Jean XV en ce sens toutefois ce dernier ne fait que confirmer les concessions faites par ses prédécesseurs Jean XIV et Benoit VII et c'est ce dernier qui est à l'origine de la nomination d'Amatus comme archevêque, lorsqu'Othon II rentre à Rome en mars/avril 983 après la désastreuse campagne de Calabre où il a été vaincu par les Sarrazins en 982 lors de Bataille du cap Colonne. Après la mort d'Amatus le pape Jean XV renouvelle ses privilèges à son second successeur Grimoald.
En août 983, alors qu'Othon II s'apprête à revenir en Apulie par les Abruzzes, les  Salernitains chassent Manson. Pandolf II étant mort en 982, ils proclament comme prince son tuteur Jean (II) de Lambert qui associe d'abord à son pouvoir en 983 son fils aîné Guy (mort en avril 988) puis son fils cadet Guaimar III de Salerne qui lui succède à sa mort en 999.

## Sources
- Jules Gay L'Italie méridionale et l'Empire Byzantin Albert Fontemoing éditeur, Paris 1904.
- (en) Ioannes II (983-999) sur le site Medieval Lands.
- (it) Giovanni II principe di Salerno dans enciclopedia italiana Treccani consulté le 11 février 2014.